# Дагор Аглареб
Да́гор А́глареб (синд. Dagor Aglareb) — в легендариуме Средиземья Толкина вторая крупная битва Войны Самоцветов и третья битва за Белерианд. Происходила между армией нолдор, прибывших в Белерианд из Амана в погоне за Морготом и Сильмариллами и после победы в битве Дагор-нуин-Гилиат обосновались там, основав свои королевства, и армией Ангбанда под командованием тёмного владыки Моргота. Изначально в легендариуме Толкина была второй битвой за Белерианд.
В переводе с языка синдарин название означает «славная битва» (от синд. aglar 'слава, свет').

## Причина
После Дагор-нуин-Гилиат, хотя нолдор и одержали победу, тем не менее им не удалось взять Ангбанд и окончательно уничтожить Моргота. 
Так-как Феанор погиб в Дагор-нуин-Гилиат, Верховный Король Маэдрос, старший из сыновей Феанора, спасённый из плена Фингоном, и желая примирения между враждующими Домами нолдор, передал Верховную власть над нолдор Финголфину, отцу Фингона.
Посоветовавшись, вожди нолдор решили прежде всего собрать силы для дальнейшей войны и стали обосновываться в северном Белерианде, создавая свои государства и заключая союзы. Финголфин и его нолдор обосновались в Хитлуме, Фингон в Дор-Ломине, а Тургон в Неврасте.
Маэдрос, понимая риск междоусобицы между нолдор, ушёл с народом Дома Феанора на восток Белерианда, где поселился в землях, названных Предел Маэдроса, создав свою крепость на горе Химринг и обосновался там. Братья Маэдроса обосновались во Вратах Маглора, Химладе и Таргелионе.
Финрод же, ища место, более защищённое от войск Моргота, основал город Нарготронд в пещерах на западном берегу реки Нарог. Его братья Ангрод и Аэгнор удерживали горные районы Дортониона.
Так возможность для Моргота уничтожить армию Нолдор до их укрепления в Белерианде исчезла, и он разослал своих разведчиков по всему Белерианду, готовясь начать наступление.

## Основные события
После того, как горы Эред Энгрин извергли потоки лавы и огня, Моргот послал бесконечное количество мелких отрядов орков по всему Белерианду. Многие перешли через реку Сирион по Проходу Сириона на западе, другие же прошли сквозь Врата Маглора на востоке.
Вступая в мелкие стычки, эти отряды начали постепенно проникать в Западный и Восточный Белерианд. На западе орки были все уничтожены армией нолдор и синдар Фаласа под командованием Кирдана. На востоке Маэдрос, Маглор и прочие сыновья Феанора очистили Восточный Белерианд и Оссирианд от орков, действовавших там.
Тем временем главная армия Моргота атаковала Дортонион, где Ангрод и Аэгнор сдерживали натиск врага. Но вскоре армия эльфов перешли в контрнаступление по равнинам Лотланна и Ард-Галена, Финголфин ударил с запада, а Маэдрос с востока. Зажав армию Моргота в тиски, они уничтожили всех орков, и преследовали их до самого Ангбанда.

## Итоги
Так закончилась третья битва из числа войн Белерианда. Она закончилась победой нолдор и доказала, что эльфийские владыки всё ещё сильны. Ангбанд был взят в кольцо осады с юга, запада и востока и Финголфин хвастался, что Моргот не сможет прорвать Осаду. После этого сражения сын Финголфина Тургон решил основать тайный город Гондолин.

## История создания
В первых набросках, которые легли в основу позднейшего «Сильмариллиона» (таких, как «Бегство Нолдоли», «История Гилфанона»), история этой битвы отсутствовала. Прототип этого сражения появляется в «Анналах Валинора», где говорится о сражении нолдор с орками на 51 году Солнца. Затем в «Анналах Белерианда» Толкин описал это столкновение как широкомасштабную битву. Изначально в легендариуме Толкина была второй битвой за Белерианд; в созданном Толкином древнеанглийском варианте «Анналов Белерианда» она именовалась др.-англ. Hréþgúþ (от др.-англ. hréþ 'слава').